# Rhipidomys
Rhipidomys és un gènere de rosegadors de la família dels cricètids. Les espècies d'aquest grup viuen a Panamà, el nord dels Andes, l'Amazones, l'altiplà brasiler i la Mata Atlàntica. N'hi ha una vintena d'espècies, algunes de les quals han sigut descrites durant la dècada del 2010.
El nom genèric Rhipidomys significa ‘ratolí semblant a un ventall’ en llatí.

## Taxonomia
- Rhipidomys
  - Grup fulviventer
    - Rhipidomys caucensis
    - Rhipidomys fulviventer
    - Rhipidomys venustus
    - Rhipidomys wetzeli

  - Grup leucodactylus
    - Rhipidomys albujai
    - Rhipidomys austrinus
    - Rhipidomys cariri
    - Rhipidomys couesi
    - Rhipidomys emiliae
    - Rhipidomys gardneri
    - Rhipidomys ipukensis
    - Rhipidomys itoan
    - Rhipidomys latimanus
    - Rhipidomys leucodactylus
    - Rhipidomys macrurus
    - Rhipidomys mastacalis
    - Rhipidomys modicus
    - Rhipidomys nitela
    - Rhipidomys ochrogaster
    - Rhipidomys tribei
    - Rhipidomys venezuelae

  - Grup macconnelli
    - Rhipidomys macconnelli